# Stanisław Herbst

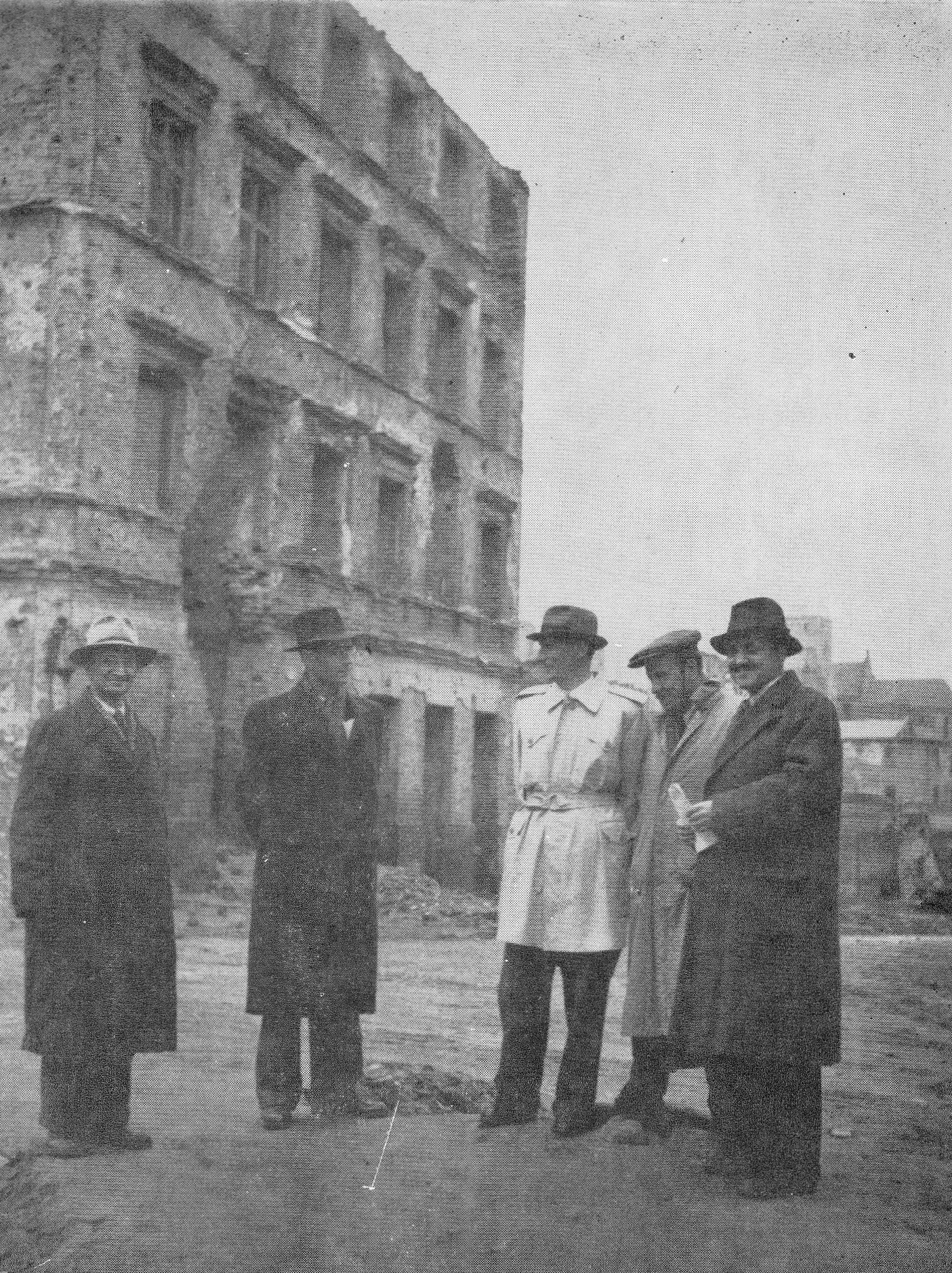
Stanisław Herbst (w środku) z grupą historyków i architektów na Starym Mieście w Warszawie (1949)

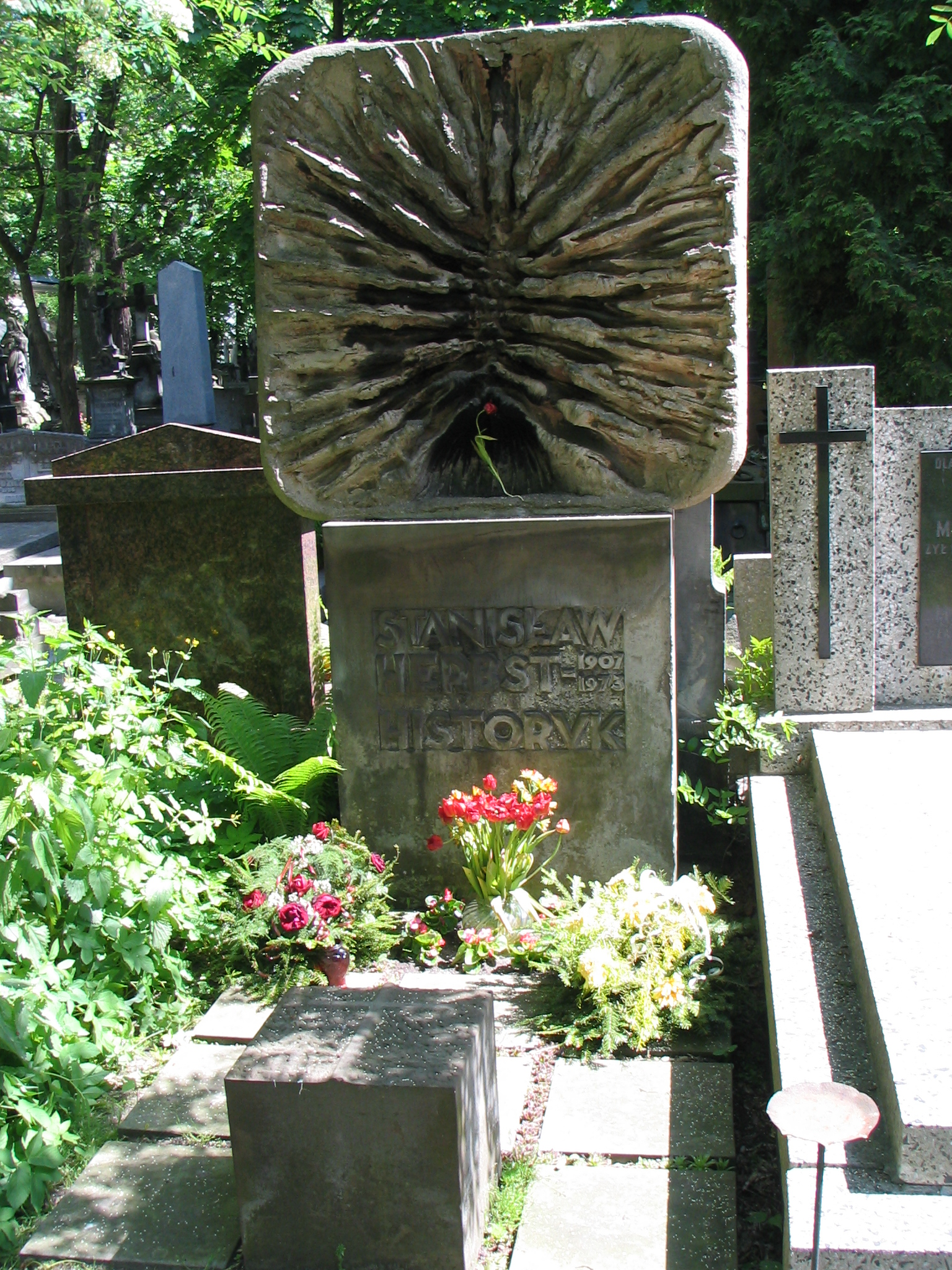
Nagrobek Stanisława Herbsta na cmentarzu Powązkowskim w Warszawie

Stanisław Herbst, ps. Chrobot (ur. 12 lipca 1907 w Wesenbergu w guberni estlandzkiej, zm. 24 czerwca 1973 w Warszawie) – polski historyk, badacz dziejów nowożytnych, varsavianista, historyk wojskowości. Profesor Uniwersytetu Warszawskiego oraz Wojskowej Akademii Politycznej, długoletni prezes Polskiego Towarzystwa Historycznego (1956–1973).

## Życiorys
Był synem Wacława (bankowca, porucznika artylerii) i Marii z Nowohońskich (z rodziny ziemiańskiej). Absolwent Państwowego Gimnazjum im. Stefana Batorego w Warszawie (matura 1926). Po jego ukończeniu podjął studia z historii i historii sztuki na Uniwersytecie Warszawskim. W gronie jego wykładowców byli m.in. Henryk Mościcki, Wacław Tokarz oraz Oskar Halecki, pod którego opieką obronił w 1931 doktorat (na podstawie pracy Wojna inflancka 1600–1602). W latach 1933–1934 uczył historii w gimnazjum w Pruszkowie, od 1935 do 1936 uzupełniał studia na Politechnice Warszawskiej; od 1936 do wybuchu wojny był starszym asystentem w Zakładzie Architektury Polskiej i Historii Sztuki politechniki. Pracował również w Ministerstwie Wyznań Religijnych i Oświecenia Publicznego, gdzie był urzędnikiem w Departamencie Wyznań (1935–1937) i doradcą naukowym ministra (1937–1939).
Po wybuchu II wojny światowej pracował początkowo w Archiwum Ordynacji Nieświeskiej, następnie w antykwariacie Czesława Garlińskiego, Bibliotece Narodowej i Bibliotece Uniwersyteckiej w Warszawie; wspólnie z Piotrem Biegańskim, Stanisławem Lorentzem i Janem Zachwatowiczem ratował dzieła sztuki podczas powstania warszawskiego. Pracownik Referatu Żydowskiego w Wydziale Informacji Biura Informacji i Propagandy Komendy Głównej Armii Krajowej, uczestniczył w akcji pomocy Żydom – przygotowywał materiały ujawniające zbrodnie hitlerowskie, utrzymywał kontakty z ugrupowaniami w getcie warszawskim, pomagał w ukrywaniu osób narodowości żydowskiej w domach w Warszawie. Brał także udział w tajnym nauczaniu w konspiracyjnej Wolnej Wszechnicy Polskiej.
Po wojnie kierował Działem Dokumentacji w Państwowym Instytucie Historii Sztuki w Warszawie (1945–1946), następnie prowadził wykłady z historii kultury na Politechnice Warszawskiej (1946–1947). W 1946 związał się zawodowo z Uniwersytetem Warszawskim. Po habilitacji z historii nowożytnej (1946, praca Ulica Marszałkowska w Warszawie 1754–1914) został docentem w Katedrze Historii Nowożytnej Polski (1948–1956); przez pewien czas pracował także w bibliotece uniwersyteckiej (1946–1948 bibliotekarz, 1948 kustosz). W 1954 został profesorem nadzwyczajnym. W kolejnych latach pracował w Katedrach Historii Polski Feudalnej (1956–1959), Historii Polski do XVIII Wieku i Nauk Pomocniczych Historii (1959–1968, 1962–1968 kierownik), Historii Nowoczesnej i Najnowszej (1967–1968, kurator) oraz w Instytucie Historycznym (1968–1973); profesorem zwyczajnym został w 1961. Kierował na uniwersytecie nadzwyczaj licznymi seminariami historycznymi, był promotorem około 70 prac doktorskich.
Poza Uniwersytetem Warszawskim pozostawał związany z Instytutem Historii PAN (1953–1961 kierownik Zakładu Atlasu Historycznego), Wojskową Akademią Polityczną w Warszawie (1957–1968 kierownik Katedry Historii Wojskowości i Sztuki Wojennej), Mazowieckim Ośrodkiem Badań Naukowych w Warszawie (od 1967 przewodniczący Rady Naukowej) oraz Żydowskim Instytutem Historycznym w Polsce (od 1969 przewodniczący Rady Naukowej). W 1945 został przyjęty w poczet członków Towarzystwa Naukowego Warszawskiego (1945 członek korespondent, 1950 członek zwyczajny); był sekretarzem Komisji Atlasu Historycznego Ziem Polskich (1948–1952) oraz sekretarzem Komisji Historii Kultury i Sztuki (1950–1952) Towarzystwa. Był aktywnym działaczem Polskiego Towarzystwa Historycznego, w latach 1953–1955 pełnił funkcję sekretarza, a od 1956 (do końca życia) prezesa. Członek Rady Redakcyjnej Przeglądu Historycznego. Ponadto należał do Towarzystwa Naukowego w Białymstoku, Towarzystwa Naukowego w Gdańsku, Towarzystwa Naukowego Płockiego, Towarzystwa Naukowego w Toruniu. Brał udział w Międzynarodowych Kongresach Historycznych w Wiedniu (1965) i Moskwie (1970), zasiadał w Obywatelskim Komitecie Odbudowy Zamku Królewskiego w Warszawie (od 1971) oraz w Stołecznej Radzie Narodowej (1958–1962). Współpracował z organizacjami chrześcijańskimi i harcerskimi. W 1968, za badania nad powstaniem kościuszkowskim, otrzymał nagrodę I stopnia ministra obrony narodowej.
Zmarł w Warszawie, pochowany na cmentarzu Powązkowskim (kwatera 166-6-22).

## Profil badań
Zainteresowania naukowe Herbsta obejmowały historię nowożytną wojskowości, historię miast, historię kultury nowożytnej, metodologię historii i geografię historyczną. Był wybitnym znawcą dziejów Warszawy i Mazowsza. Przeprowadził pełne badania nad genezą polskiej sztuki wojennej XV i XVI wieku oraz kształtowaniem się sztuki dowodzenia w początkach XVII wieku. Dokonał charakterystyki elementów sztuki wojennej, prowadzonej przez wojska improwizowane, badał znaczenie mas ludowych w wojnach polskich. Wiele uwagi poświęcił powstaniu kościuszkowskiemu, m.in. zbadał genezę insurekcji i szlak bojowy oraz wykazał nowatorstwo dowodzenia Kościuszki; opracował pamiętniki Jana Kilińskiego. Analizował instytucję cechu, znaczenie miast polskich w systemie władzy politycznej, dzieje i znaczenie twierdz (m.in. Zamościa i Modlina). Badał dzieje warszawskiej ludności żydowskiej, interesował się historią drukarstwa polskiego oraz znaczeniem sarmatyzmu w kulturze polskiej XVII wieku. Zgromadził bogate materiały źródłowe i ikonograficzne do panowania Zygmunta III Wazy.
Współpracował z wieloma czasopismami, m.in. „Biuletynem Historii Sztuki i Kultury” (1937–1939), „Rocznikiem Warszawskim” (1960–1972), „Kwartalnikiem Historycznym”, „Przeglądem Historycznym”, „Wojskowym Przeglądem Historycznym”, „Studiami i Materiałami do Historii Wojskowości”. Był członkiem Komitetu Redakcyjnego Polskiego słownika biograficznego. 

## Ordery i odznaczenia
- Order Sztandaru Pracy II klasy (1966)
- Krzyż Oficerski Orderu Odrodzenia Polski (1966)
- Krzyż Kawalerski Orderu Odrodzenia Polski (29 października 1947)[5]
- Medal 10-lecia Polski Ludowej (19 stycznia 1955)[6]
- Odznaka tytułu honorowego „Zasłużony Nauczyciel Polskiej Rzeczypospolitej Ludowej” (1969)

## Upamiętnienie
W 1975 jego imieniem nazwano ulicę w obecnej dzielnicy Ursynów.

## Ważniejsze publikacje
Był encyklopedystą. Został wymieniony w gronie edytorów ośmiotomowej Encyklopedii wojskowej wydanej w latach 1931–1939 gdzie zredagował hasła związane z historią wojskowości . Po II wojnie światowej był współautorem encyklopedii historyczno-geograficznej Miasta polskie w tysiącleciu wydanej w 1965. Zasiadał w komitecie redakcyjnym tej encyklopedii . Ogłosił ponad 550 prac naukowych, m.in.:
- Entre le Boug et la Vistule: 19 mai–15 juin 1794 (1933)
- Toruńskie cechy rzemieślnicze (1933)
- Kleck 1506 (1934)
- Między Bugiem a Wisłą 1794 (1935)
- Wojna moskiewska 1507–08 (1935)
- Przegląd literatury dotyczącej Warszawy (1936)
- Twierdza Zamość. Część historyczna (1936, z Janem Zachwatowiczem)
- Czasy Zygmunta III (1937)
- Pierwsza Konferencja Historyków Bałtyckich w Rydze 15–20 sierpnia 1937 r. (1937)
- Wojna inflancka 1600–1602 (1938)
- Zarys nauk pomocniczych historii (1948, z Aleksandrem Gieysztorem)
- Ulica Marszałkowska (1949, Książka i Wiedza)
- Miasta i mieszczaństwo Renesansu polskiego (1954)
- Zamość (1955)
- Odrodzenie w Polsce (1956)
- Polska kultura mieszczańska na przełomie XVI i XVII wieku (1956)
- Regionalne badania historyczne w przeszłości i w Polsce Ludowej (1956)
- Studia renesansowe (1956)
- Historia wojskowa: treść, dzieje, metoda i metodologia (1961)
- Kultura polska w źródłach i opracowaniach (1961, z Juliuszem Bardachem)
- Polskie Tysiąclecie (1961, z Aleksandrem Gieysztorem i Bogusławem Leśnodorskim)
- L’historiographie militaire polonaise (1969)
- Umysłowość i ideologia polska w XVII wieku (1969)
- Potrzeba historii, czyli o polskim stylu życia. Wybór pism, t. 1-2, (1978, wydane pośmiertnie).

## Prace dotyczące Stanisława Herbsta
- Biogramy uczonych polskich, Część I: Nauki społeczne, zeszyt 1: A–J, Wrocław 1983, s. 474–478.
- Warszawa, Wydanie II. A. Moraczewski. Warszawa 1938, s. 357.
- Walka o dobra kultury Warszawy 1939–1945. T. I, Warszawa 1970, s. 130–142.
- Tadeusz Maciej Ciołek, Gerard Ciołek i przyjaciele: Kalendarium życia i pracy 25 pasterzy krajobrazu i zabytków, Kraków 2019, s. 28, 65, 68, 95, 108, 122, 124, 129, 133, 140, 143, 145, 150, 157, 163, 166, 173, 188, 193, 197, 202, 210, 219, 220, 232, 233, 243-245, 252, 275, 280, 283, 286, 292, 295-297, 307, 311, 312, 372, 374, 383, 387, 395, 396, 404, 410, 414, 417, 418, 430, 432, 434, 437, 438, 440, 451, 457, 461, 467, 476, 482, 484-486, 489, 503, 504, 514, 523, 555, 573, 574, 577, 579, 584, 586.
- Aleksander Gieysztor, Stanisław Herbst 1907-1973, „Rocznik Warszawski”, T. 12, Archiwum Państwowe m. st. Warszawy i Województwa Warszawskiego, Warszawa 1974, s. 1-4.
- Alicja Lutostańska, Herbst Stanisław, [w:] Polski słownik biograficzny konserwatorów zabytków, red. Henryk Kondziela, Hanna Krzyżanowska, z. 2, Poznań, Wyd. Poznańskie 2006, ISBN 83-7177-416-8.
- Wiesław Majewski, Stanisław Herbst – badacz dziejów wojskowych, „Studia z Historii Historiografii Wojskowej” 2 (1989), s. 292–314.
- Stanisław Herbst – historyk i regionalista: 12 lipca 1907 – 24 czerwca 1973, praca zbiorowa pod red. Józefa Kazimierskiego, Warszawa 1996.
- Wiesław Majewski, Stanisław Herbst [1907–1973] – historyk wojskowy, „Przegląd Historyczny” 98 (2007), z. 4, s. 555–557.
- Agata Rafalska, Stefan Ciara, Stanisław Herbst – ostatni polski polihistor (1907–1973), „Rocznik Warszawski” 35 (2007), s. 5–27.
- Hanna Szwankowska, Stanisław Herbst – działacz społeczny, „Przegląd Historyczny” 98 (2007), z. 4, s. 559–562.